# Alex Pella
Alex Pella (Barcelona, 2 de noviembre de 1972) es un navegante profesional español. Es el primer y único español en ganar una regata transoceánica en solitario: la Ruta del Ron. Desde el 26 enero de enero de 2017 ostenta el Récord Absoluto de la Vuelta al Mundo a vela, conocido como Trofeo Julio Verne; que consiguió a bordo del sofisticado Maxi-Trimarán IDEC Sport, circunnavegando el planeta en cuarenta días, veintitrés horas, treinta minutos y treinta segundos. Una marca que no ha conseguido batir ningún otro equipo, en los seis intentos posteriores.
Alex Pella, es el primer y único marino en toda la historia en haber disputado del Récord de la Circunnavegación en los dos sentido, hacia el Este (Trofeo Julio Verne) y hacia el Oeste (siguiendo la Estela de Magallanes y Elcano).

## Biografía
Alex viene de un entorno familiar muy vinculado al mundo de la náutica de recreo. Es el segundo de cuatro hermanos, todos profesionales de la vela. Su hermano mayor, David, es un experto rigger y regatista que ha participado en varias campañas de America's Cup, Volvo Ocean Race, TP 52... Borja, tercero en la lista, ha sido varias veces campeón de España de navegación en solitario y participa en el circuito de barcos clásicos a bordo del barco familiar "Galvana". Nacho, el pequeño, es un reconocido constructor de barcos; ha participado en la construcción de todo tipo de embarcaciones de regatas: America's Cup, TP 52, Mini Transat 6.50, Trimaranes ORMA 60... Todos se iniciaron en el mundo de la navegación a vela junto a sus padres a bordo del "Pepus", donde pasaban las vacaciones estivales y participaban en las regatas de Club. Este entorno y esta educación familiar náutica y marinera han sido fundamentales en su carrera deportiva.

## Trayectoria Deportiva
Alex es un gran especialista en las regatas oceánicas en solitario y con tripulación reducida. Ha sido el primer y único español en obtener un podio en la Mini Transat 6.50, en 2003; en ganar la etapa reina la misma regata dos años más tarde, en 2005, sumando así otro podio; y en conseguir la primera victoria en una regata oceánica en solitario para España, en la Ruta del Ron, en 2014. Es el primer y único marino de toda la historia en haber disputado los dos récords absolutos de la circunnavegación (hacia el Este, y hacia el Oeste).

### Ruta del Ron(Cruce del Atlántico en solitario)
En 2014, Alex gana la décima edición de la regata Ruta del Ron a bordo del "Tales II"; venciendo en la categoría monocasco de cuarenta pies. Esta victoria hace historia, al convertirse en el primer y único español en ganar una regata oceánica en solitario.
Además estableció un nuevo récord de la prueba, en dieciséis días, diecisiete horas, 47 minutos y ocho segundos.

### Trofeo Julio Verne(Récord Absoluto de la circunnavegación)
En 2017 dio la vuelta al mundo más rápida de la historia. Obtuvo, junto con sus compañeros de tripulación del "IDEC Sport" el Trofeo Julio Verne; por la circunnavegación a vela más rápida del planeta, en cuarenta días, veintitrés horas, treinta minutos y treinta segundos. Desde entonces hasta 2022, han sido seis los intentos fallidos de otros equipos profesionales por batir el récord de 40 días.

### Transat Jacques Vabre(Cruce del Atlántico en doble)
En 2017 Alex también gana y bate el récord de la Transat Jacques Vabre en la categoría Multi 50, a bordo del trimarán "Arkema"; tras diez días, diecinueve horas, catorce minutos y diecinueve segundos de navegación. La Transat Jacques Vabre es la regata a dos más importante del mundo, con salida en el puerto francés de Le Havre y destino a Salvador de Bahía (Brasil). La regata corre la histórica ruta de comercio seguida por los clippers, que transportaban el café desde Brasil hasta Francia.

### Ruta del Té(Récord Hong Kong - Londres)
Alex batió el Récord de la Ruta del Té, a bordo del trimaran oceánico MOD70 Maserati de Giovani Soldini, completando la mítica Ruta en 36 días y 2horas. Plusmarca que se mantiene vigente desde entonces.

### Mini Transat 6.5(Cruce del Atlántico en solitario)
Alex, participó en tres ediciones consecutivas de la mítica regata bianual MiniTransat, que enfrenta a una gran flota de navegantes oceánicos en un cruce del atlántico en solitario desde Francia hasta Brasil, con una escala en las Islas Canarias.
En su primera participación en el año 2003, Alex subió al podium, convirtiéndose en el primer español en conseguir una medalla en esta popular regata francesa.
En su segunda participación en el año 2005, mejoró su gran resultado de 2003, y consiguió la medalla plata, adjudicándose la victoria en la etapa reina.
En su tercera y última participación en 2007, peleando por el oro, el único metal que le faltaba rompió el mástil de su barco y tuvo que retirarse a la altura de Cabo Verde.

## Palmarés completo
2024:
- Récord Vuelta a España sin escalas (Bilbao-Barcelona), en 4 días, 17 horas, 14 minutos y 46 segundos, a bordo del maxi-catamarán "Victoria"[10]

2023:
- Patrón del MaxiCat VICTORIA para el Desafío del Trofeo Oceánico Elcano (Record de la Circunnavegación hacia el Oeste)

2022:
- 1.º Pro Sailing Tour 2022 (Episodio 1 en Bonifacio, Córcega), a bordo del trimarán Ocean 50 "Arkema 4"
- Récord Ibiza - Denia, en 2 horas, 14 minutos y 44 segundos, a bordo del trimarán "Arkema 4" (Multi 50)[11]
- Abandono del intento de récord de la Vuelta al mundo hacia el Oeste, tras superar al Cabo de Hornos en multicasco

2021:
- 1.º RORC Transatlantic Race a bordo del Multi50 "Rayon Vert" en tiempo real y en compensado[12]
- Circuito Ultim 32/23
- Circuito de Clásicos, a bordo del S&S (Sparkman & Stephens) "Galvana" de los Hnos. Pella

2020:
- 3.º RORC Caribbean 600 – Swan Challenges Series a bordo del Swan65 S&S "Libélula"
- Circuito Ultim 32/23

2019:
- 3.º Brest Atlantiques, a bordo del Ultim "Actual Leader" de Yves Le Blevec
- Circuito Ultim 32/23 (Armen Race, Fastnet Race...etc.)
- 3.º Défi Atlantique, a bordo del Class 40 "Made in Midi" de Kito de Pavant
- 2.º Panerai Transat Classique, a bordo del Yawl Olin Stephens "Stiren"

2018:
- Récord Hong Kong - Londres, Ruta del Té, en 36 días, 2 horas, 37 minutos y 12 segundos, a bordo del "Maserati" MOD70[13]
- 3.º Swan Cup a bordo del Swan65 S&S "Libélula"
- Circuito de Clásicos, a bordo del S&S (Sparkman & Stephens) "Galvana" de los Hnos. Pella

2017:
- 1.º Transat Jacques Vabre (Transoceánica a dos), a bordo del "Arkema", batiendo récord de la prueba en la categoría Multi50, en 10 días, 19 horas, 14 minutos y 19 segundos[2]
- Trofeo Julio Verne - Récord absoluto de velocidad de vuelta al mundo a vela[14] en 40 días, 23 horas y 30 minutos y 30 segundos, a bordo[15] del "IDEC Sport"[16]
- 2.º The Bridge, a bordo "IDEC Sport"
- Récord Océano Índico Sur en 5 días, 21 horas, 7 minutos y 45 segundos, a bordo del "IDEC Sport"[17]
- Récord Océano Pacífico Sur en 7 días, 21 horas, 13 minutos y 31 segundos, a bordo del "IDEC Sport"[17]
- Récord del Ecuador al Ecuador en 29 días, 9 horas, 10 minutos y 55 segundos, a bordo del "IDEC Sport"[17]
- Circuito de Clásicos, a bordo del S&S (Sparkman & Stephens) "Galvana" de los Hnos. Pella

2016:
- Trofeo Julio Verne - Intento de record, a bordo del "IDEC Sport". Vuelta al mundo a vela en 47 días, 14 horas y 47 minutos
- Sustituto de la regata de Vuelta al Mundo en Solitario Vendée Globe del patrón francés Kito de Pavant
- Circuito IMOCA 60
- Abandono por vuelco, en la Transat Quebec - Saint Maló, a bordo del "MOD70 Musandan-Oman Sail"
- Circuito de Clásicos, a bordo del S&S (Sparkman & Stephens) "Galvana" de los Hnos. Pella

2015:
- Récord del Océano Índico en 6 días, 23 horas y 4 minutos, a bordo del maxi tramarán "IDEC Sport". Entre Cabo de las Agujas (Sudáfrica, 20.º E) y el Cabo Sudeste en Tasmania (146°49 E)[18]
- Récord vuelta a Irlanda en 40 horas, 51 minutos y 57 segundos, a bordo del "MOD70 Musandam-Oman Sail"[19]
- 1.º Sailing Arabia - The Tour, a bordo del "EFG Bank (Monaco)" de Sidney Gavignet

2014:
- 1.º Route du Rhum, en la categoría monocasco de 40 pies[7]
- Récord Route du Rhum - Class 40 en 16 días, 17 horas, 47 minutos y 8 segundos[20]
- Primer español en ganar una regata transoceánica en solitario
- Circuito Class 40

2013:
- 1.º Route des Princes (Vuelta a Europa), a bordo del Maxi-Trimarán, "Prince de Bretagne 80″ de Lionel Lemonchois
- Circuito Multicascos Oceánicos
- 2.º Transat Jacques Vabre (Transoceánica a dos), a bordo del "Tales II" de Gonzalo Botín
- Circuito Class 40

2012:
- 4.º Europa Race, Europa Warm'Up (Vuelta a Europa), a bordo del "Groupe Bel" de Kito de Pavant
- Sustituto de la regata de Vuelta al Mundo en Solitario Vendée Globe del patrón francés Kito de Pavant
- Patrón del IMOCA 60 "DCNS" para la película de François Cluzet "En Solitario"[21]
- Circuito IMOCA 60

2011:
- 4.º Barcelona World Race (Vuelta al Mundo a dos), a bordo del "Estrella Damm"
- Circuito IMOCA 60

2010:
- 1.º Campeonato del Mundo Class 40, a bordo del "Tales" de Gonzalo Botín
- 3.º Vuelta a España, con tripulación, a bordo del "Estrella Damm"
- Récord Nueva York-Barcelona (New York-Barcelona Transoceanic Sailing Record) en 12 días, 6 horas, 3 minutos y 48 segundos, a bordo del "Estrella Damm")[22]
- Circuito IMOCA 60

2009:
- 4.º Europa Race, Istanbul Europa Race (Vuelta a Europa), a bordo del "Virbac Paprec" de Jean-Pierre Dick
- 5.º Transat Jacques Vabre (Transoceánica a dos), a bordo del "W Hotels"
- Circuito IMOCA 60

2008:
- 2.º Campeonato del Mundo Class 40
- Circuito Class 40, a dos a bordo del "Tales" de Gonzalo Botín

2007:
- Récord Denia - Ibiza en 5 horas, 38 minutos y 11 segundos, a bordo del “Generalitat Valenciana”[23]
- Abandono en la Mini Transat 6.50 por rotura de mástil, a bordo del "Generalitat Valenciana"
- Circuito Mini Transat 6.50, en solitario, a bordo del "Generalitat Valenciana"

2006:
- Circuito Med Cup en la clase TP 52, a bordo del "Bribón", patroneado por S.M. Juan Carlos I
- Circuito Mini Transat 6.50, a bordo del "Open Sea"

2005:
- 2.º Mini Transat 6.50 (Transoceánica internacional en solitario, 90 participantes) a bordo del "Open Sea - Team Work"
- Primer y único español en ganar una etapa en una regata transoceánica en solitario
- Circuito Mini Transat 6.50 a bordo del "Open Sea"

2004:
- Circuito IMS a bordo del "Azur de Puig" patroneado por S.A.R. la infanta Cristina
- Circuito Mini Transat 6.50 a bordo del "OpenSea", en solitario y a dos
- Preparador del Trimarán ORMA 60 "GITANA"

2003:
- 3.º Mini Transat 6.50 (Transoceánica internacional en solitario, 90 participantes) a bordo del "Sampaquita"
- Primer español en hacer podio en una regata transoceánica en solitario
- Circuito Mini Transat 6.50 a bordo del "Sampaquita"

## Premios y galardones
- 1.er. Premio Juan Sebastián Elcano 2019 otorgado por la asociación Cádiz con Elcano.[24]
- Mejor Navegante Oceánico Español de 2014 otorgado en la entrega de los Premios Nacionales de Vela 2015.[25]
- Mejor Navegante Oceánico Español de 2013 otorgado en la entrega de los Premios Nacionales de Vela 2014.[26]
- Trophée Course Open UNCL (Union Nationale pour la Course au Large) 2014
- Mejor Navegante Oceánico Español de 2003 otorgado en la entrega de los Premios Nacionales de Vela 2004

## Filmografía
- 2020: "Embarqué 32" Documental Resumen de la regata Brest Atlantiqué
- 2019: "1.er. Premio Juan Sebastian Elcano - Cádiz con Elcano"
- 2018: "V Centenario 1.ª Vuelta al Mundo" - Testimonio de Alex Pella
- 2017: "Informe Robinson: La vuelta al mundo de Alex Pella" Documental sobre el Trofeo Julio Verne de Alex Pella
- 2014: "Esta es la victoria de todos" - Route du Rhum Documental Alex Pella
- 2013: "En Solitario" Making-of "En solitario"